# 1956年
1956年（1956 ねん）は、西暦（グレゴリオ暦）による、日曜日から始まる閏年。昭和31年。

## 他の紀年法
- 干支：丙申（ひのえ さる）
- 日本（月日は一致）
  - 昭和31年
  - 皇紀2616年
- 中華民国（月日は一致）
  - 中華民国45年
- 朝鮮・韓国（月日は一致）
  - 檀紀4289年
  - 主体45年
- 仏滅紀元：2498年 - 2499年
- イスラム暦：1375年5月17日 - 1376年5月28日
- ユダヤ暦：5716年4月17日 - 5717年4月27日
- 修正ユリウス日 (MJD) ：35473 - 35838
- リリウス日 (LD) ：136314 - 136679

※檀紀は、大韓民国で1948年に法的根拠を与えられたが、1962年からは公式な場では使用されていない。

※主体暦は、朝鮮民主主義人民共和国で1997年に制定された。

## カレンダー
| 1月 |    |    |    |    |    |    |
| 日  | 月 | 火 | 水 | 木 | 金 | 土 |
| 1   | 2  | 3  | 4  | 5  | 6  | 7  |
| 8   | 9  | 10 | 11 | 12 | 13 | 14 |
| 15  | 16 | 17 | 18 | 19 | 20 | 21 |
| 22  | 23 | 24 | 25 | 26 | 27 | 28 |
| 29  | 30 | 31 |    |    |    |    |
|     |    |    |    |    |    |    |

| 2月 |    |    |    |    |    |    |
| 日  | 月 | 火 | 水 | 木 | 金 | 土 |
|     |    |    | 1  | 2  | 3  | 4  |
| 5   | 6  | 7  | 8  | 9  | 10 | 11 |
| 12  | 13 | 14 | 15 | 16 | 17 | 18 |
| 19  | 20 | 21 | 22 | 23 | 24 | 25 |
| 26  | 27 | 28 | 29 |    |    |    |
|     |    |    |    |    |    |    |

| 3月 |    |    |    |    |    |    |
| 日  | 月 | 火 | 水 | 木 | 金 | 土 |
|     |    |    |    | 1  | 2  | 3  |
| 4   | 5  | 6  | 7  | 8  | 9  | 10 |
| 11  | 12 | 13 | 14 | 15 | 16 | 17 |
| 18  | 19 | 20 | 21 | 22 | 23 | 24 |
| 25  | 26 | 27 | 28 | 29 | 30 | 31 |
|     |    |    |    |    |    |    |

| 4月 |    |    |    |    |    |    |
| 日  | 月 | 火 | 水 | 木 | 金 | 土 |
| 1   | 2  | 3  | 4  | 5  | 6  | 7  |
| 8   | 9  | 10 | 11 | 12 | 13 | 14 |
| 15  | 16 | 17 | 18 | 19 | 20 | 21 |
| 22  | 23 | 24 | 25 | 26 | 27 | 28 |
| 29  | 30 |    |    |    |    |    |
|     |    |    |    |    |    |    |

| 5月 |    |    |    |    |    |    |
| 日  | 月 | 火 | 水 | 木 | 金 | 土 |
|     |    | 1  | 2  | 3  | 4  | 5  |
| 6   | 7  | 8  | 9  | 10 | 11 | 12 |
| 13  | 14 | 15 | 16 | 17 | 18 | 19 |
| 20  | 21 | 22 | 23 | 24 | 25 | 26 |
| 27  | 28 | 29 | 30 | 31 |    |    |
|     |    |    |    |    |    |    |

| 6月 |    |    |    |    |    |    |
| 日  | 月 | 火 | 水 | 木 | 金 | 土 |
|     |    |    |    |    | 1  | 2  |
| 3   | 4  | 5  | 6  | 7  | 8  | 9  |
| 10  | 11 | 12 | 13 | 14 | 15 | 16 |
| 17  | 18 | 19 | 20 | 21 | 22 | 23 |
| 24  | 25 | 26 | 27 | 28 | 29 | 30 |
|     |    |    |    |    |    |    |

| 7月 |    |    |    |    |    |    |
| 日  | 月 | 火 | 水 | 木 | 金 | 土 |
| 1   | 2  | 3  | 4  | 5  | 6  | 7  |
| 8   | 9  | 10 | 11 | 12 | 13 | 14 |
| 15  | 16 | 17 | 18 | 19 | 20 | 21 |
| 22  | 23 | 24 | 25 | 26 | 27 | 28 |
| 29  | 30 | 31 |    |    |    |    |
|     |    |    |    |    |    |    |

| 8月 |    |    |    |    |    |    |
| 日  | 月 | 火 | 水 | 木 | 金 | 土 |
|     |    |    | 1  | 2  | 3  | 4  |
| 5   | 6  | 7  | 8  | 9  | 10 | 11 |
| 12  | 13 | 14 | 15 | 16 | 17 | 18 |
| 19  | 20 | 21 | 22 | 23 | 24 | 25 |
| 26  | 27 | 28 | 29 | 30 | 31 |    |
|     |    |    |    |    |    |    |

| 9月 |    |    |    |    |    |    |
| 日  | 月 | 火 | 水 | 木 | 金 | 土 |
|     |    |    |    |    |    | 1  |
| 2   | 3  | 4  | 5  | 6  | 7  | 8  |
| 9   | 10 | 11 | 12 | 13 | 14 | 15 |
| 16  | 17 | 18 | 19 | 20 | 21 | 22 |
| 23  | 24 | 25 | 26 | 27 | 28 | 29 |
| 30  |    |    |    |    |    |    |
|     |    |    |    |    |    |    |

| 10月 |    |    |    |    |    |    |
| 日   | 月 | 火 | 水 | 木 | 金 | 土 |
|      | 1  | 2  | 3  | 4  | 5  | 6  |
| 7    | 8  | 9  | 10 | 11 | 12 | 13 |
| 14   | 15 | 16 | 17 | 18 | 19 | 20 |
| 21   | 22 | 23 | 24 | 25 | 26 | 27 |
| 28   | 29 | 30 | 31 |    |    |    |
|      |    |    |    |    |    |    |

| 11月 |    |    |    |    |    |    |
| 日   | 月 | 火 | 水 | 木 | 金 | 土 |
|      |    |    |    | 1  | 2  | 3  |
| 4    | 5  | 6  | 7  | 8  | 9  | 10 |
| 11   | 12 | 13 | 14 | 15 | 16 | 17 |
| 18   | 19 | 20 | 21 | 22 | 23 | 24 |
| 25   | 26 | 27 | 28 | 29 | 30 |    |
|      |    |    |    |    |    |    |

| 12月 |    |    |    |    |    |    |
| 日   | 月 | 火 | 水 | 木 | 金 | 土 |
|      |    |    |    |    |    | 1  |
| 2    | 3  | 4  | 5  | 6  | 7  | 8  |
| 9    | 10 | 11 | 12 | 13 | 14 | 15 |
| 16   | 17 | 18 | 19 | 20 | 21 | 22 |
| 23   | 24 | 25 | 26 | 27 | 28 | 29 |
| 30   | 31 |    |    |    |    |    |
|      |    |    |    |    |    |    |

## できごと

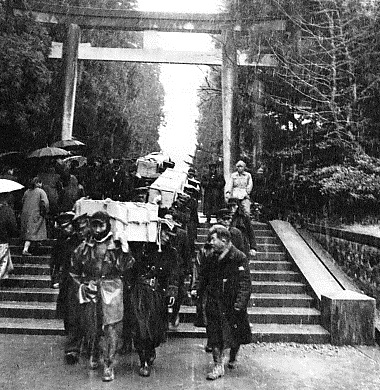
彌彦神社事件（1月1日）
彌彦神社より運び出される犠牲者の柩

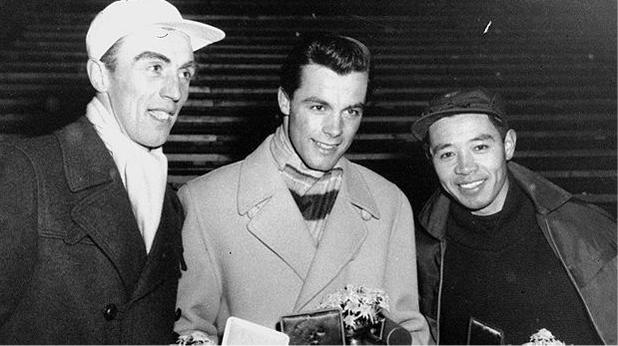
猪谷千春スキー回転で銀メダル獲得（1月31日）
表彰式の猪谷（右）

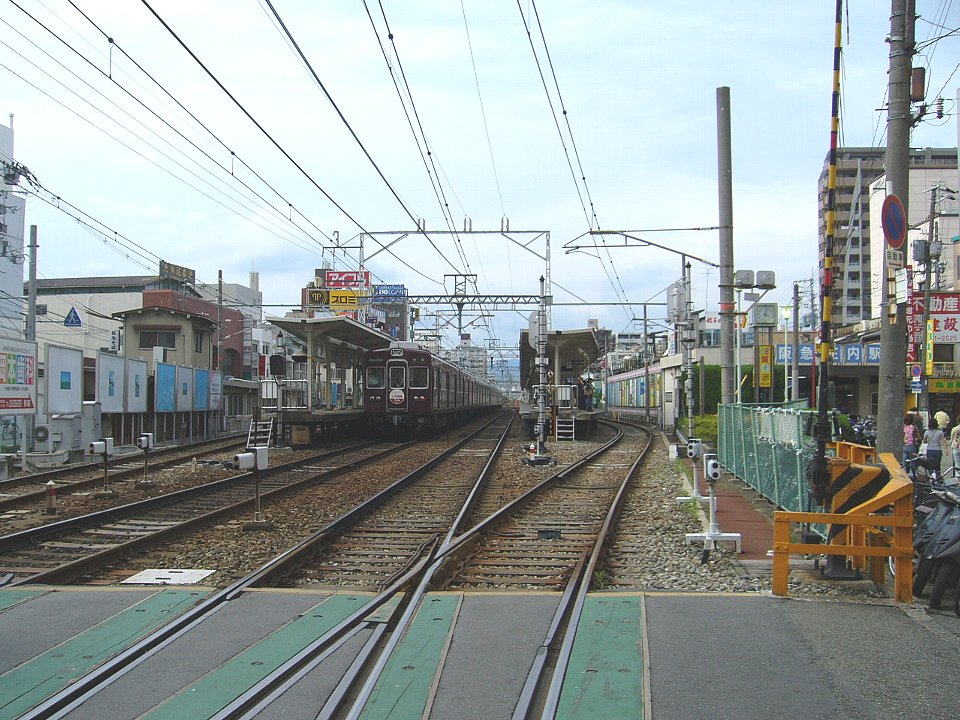
庄内事件（2月2日）
庄内駅構内（2006年）

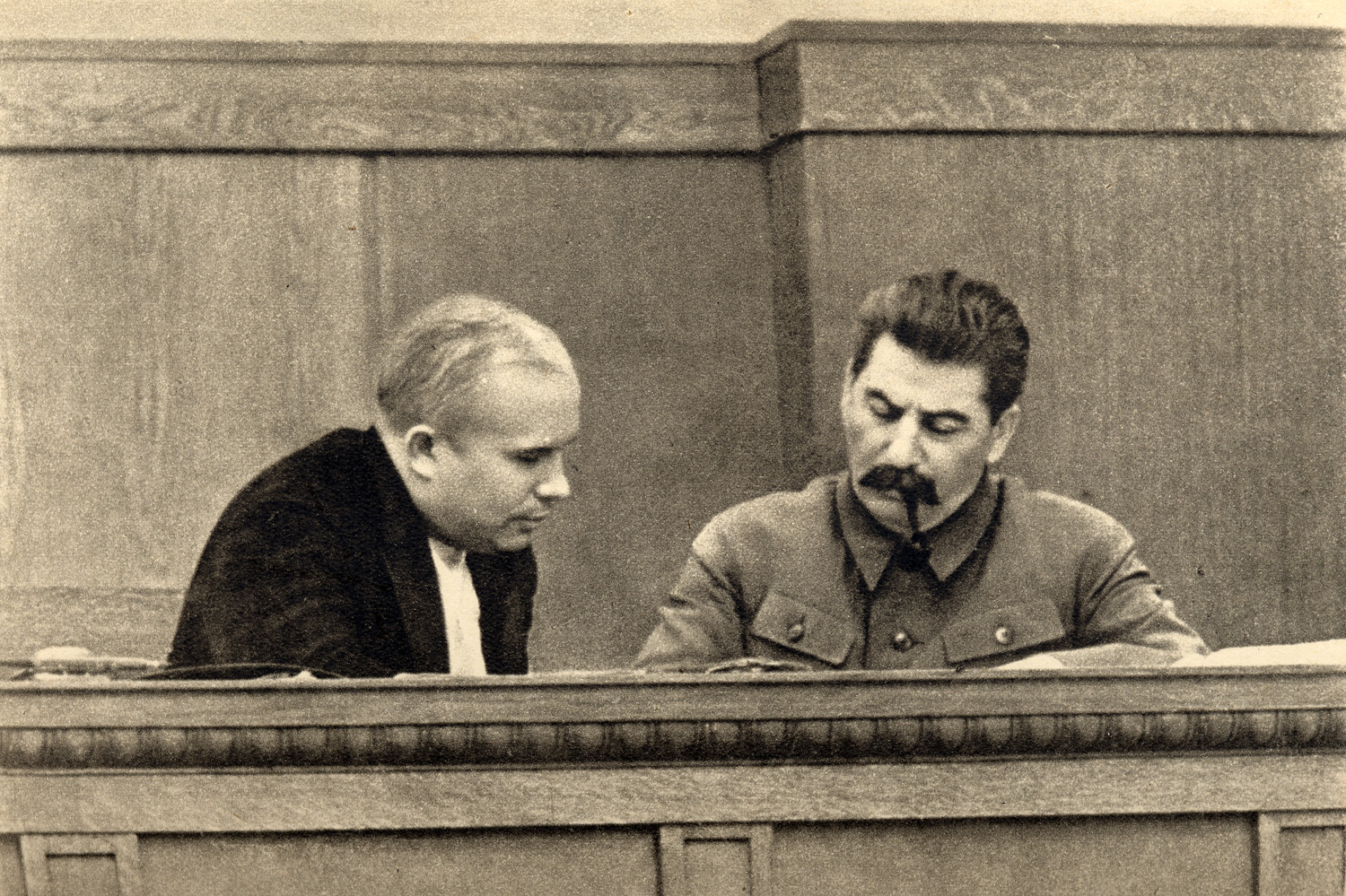
フルシチョフ（左）、第20回ソ連共産党大会でスターリン（右）を批判

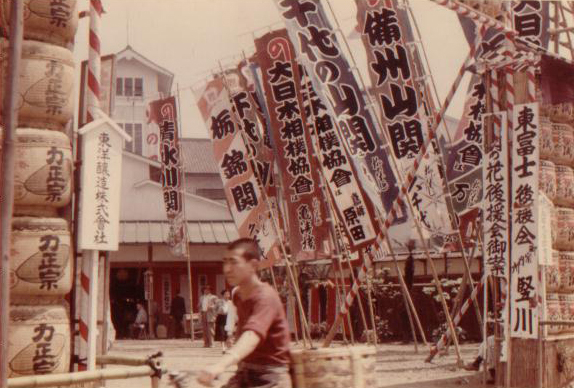
第1回世界柔道選手権大会開催（5月3日）
会場の蔵前国技館

ハンガリー動乱勃発（10月23日）

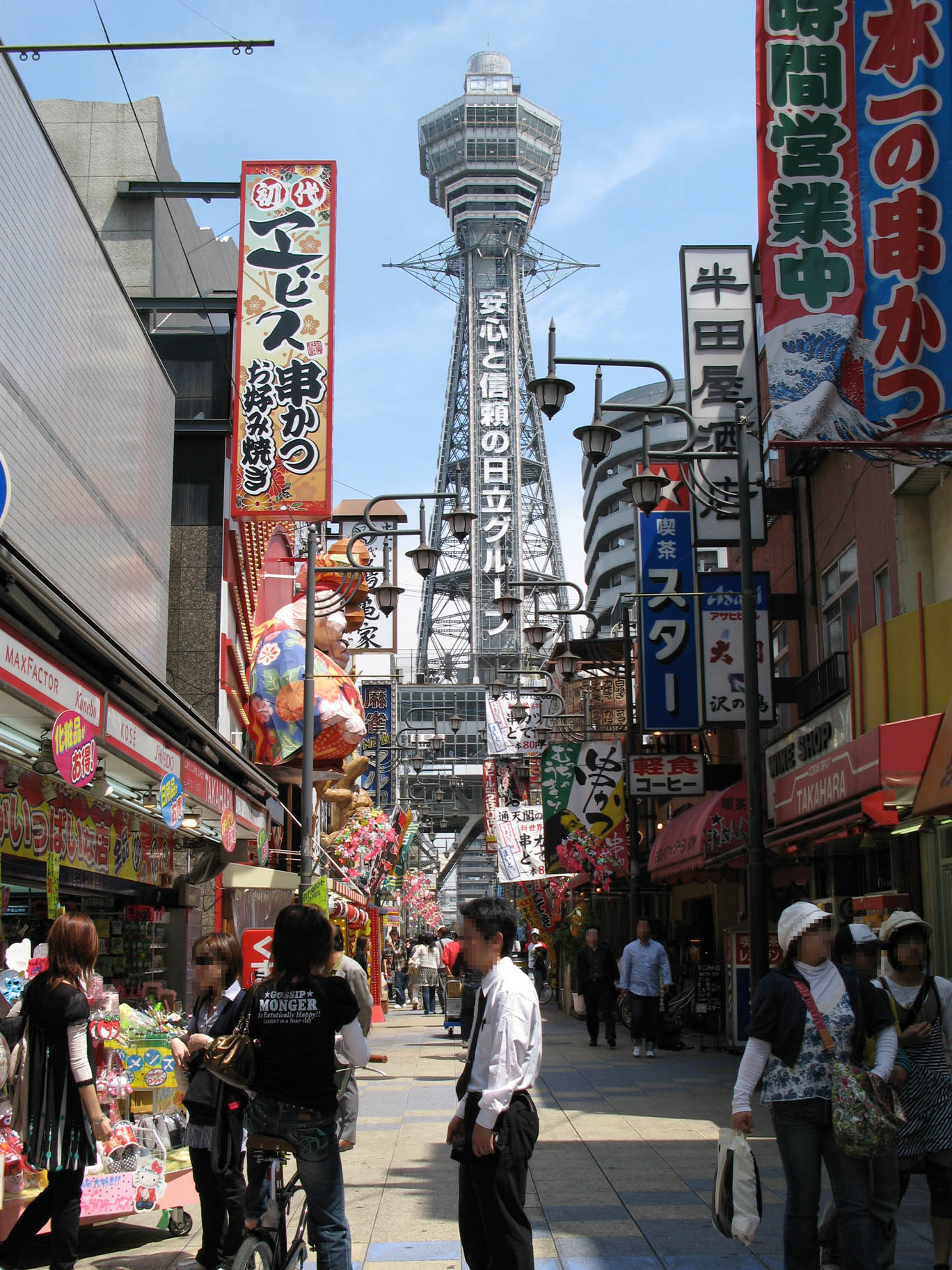
通天閣再建（10月28日）

### 1月
- 1月1日 - 彌彦神社事件: 新潟県彌彦神社の新春餅まきに初詣客が殺到して参拝客124人が圧死する群集事故が発生。
- 1月12日 - 熊本饅頭屋夫妻殺人事件
- 1月18日 - 銀座母娘殺し事件: 東京都中央区銀座東で弁護士・磯部常治の妻と娘が殺害される事件が発生。死刑廃止論者だった磯部は事件後、犯人が罪を悔いて裁きを受けるならば弁護を引き受ける意向を示したが、これは実現せず、犯人は死刑が確定した[1]。
- 1月20日 - 将棋の王将戦で升田幸三が大山康晴名人を相手に香を引いて勝利。
- 1月27日 - ドイツ民主共和国（東ドイツ）がワルシャワ条約機構に加盟。
- 1月27日 - エルヴィス・プレスリーが第6弾シングル「ハートブレイク・ホテル / アイ・ワズ・ザ・ワン」をリリースした。この曲は同年4月、チャート8週間1位に輝いた。
- 1月28日 - 「万国著作権条約」公布。(C) マークを制定。
- 1月29日 - 牧野吉晴の小説を原作とした東映映画『電光空手打ち』が公開。同作で主演したスーパースターとなる高倉健が俳優デビュー。
- 1月31日 - コルチナ・ダンペッツオオリンピックスキー回転で日本の猪谷千春が銀メダル。冬季五輪で日本初のメダル。

### 2月
- 2月1日 - 日本で「自動車損害賠償保障法」（自賠責法）施行。自賠責保険の強制加入を実施。
- 2月2日 - 阪急宝塚線庄内駅において、車両故障時の対応の不手際から、激怒した乗客が線路を封鎖して電車を止める（庄内事件）。
- 2月6日 - 日本で出版社では初の週刊誌となる「週刊新潮」（2月19日号）が新潮社から創刊。
- 2月21日 - 日本の経団連第2代会長に石坂泰三が就任。
- 2月23日 - 中部日本新聞社から「東京中日新聞」（現在の東京中日スポーツ）創刊。
- 2月25日 - フルシチョフによるスターリン批判。

### 3月
- 3月2日 - モロッコがフランスから独立。
- 3月10日 - 福岡県小倉で「丸和フードセンター」開店。セルフサービス・低価格大量販売の総合食料品店という意味で日本初のスーパーマーケット[2]。
- 3月15日 - ニューヨークでブロードウェイミュージカル「マイ・フェア・レディ」の公演開始。
- 3月19日 - 日本住宅公団（現在の都市再生機構）が入居者募集を開始。
- 3月20日 - チュニジアがフランスから独立。
- 3月21日 - NHKが福岡と広島と仙台でテレビジョン放送を開始。
- 3月23日 - パキスタンが最初のムスリムによる共和国となる。

### 4月
- 4月1日 - 東京都北区赤羽で第1回赤羽馬鹿祭りが開催される。
- 4月1日 - 山口放送（当時：ラジオ山口）開局。
- 4月1日 - 第28回選抜高等学校野球大会が開幕。
- 4月9日 - 第28回選抜高等学校野球大会の決勝戦が14時1分より阪神甲子園球場において行われ、愛知県の中京商業が岐阜県の岐阜商に4対0で勝利して、18年ぶり2度目の優勝。
- 4月16日 - 日本道路公団設立。
- 4月18日 - 日本で初の人工心肺を用いた開心術成功（大阪大学）。
- 4月25日 - 台風3号が日本の大隅半島へ上陸。1951年の統計開始後、最も早い時期の上陸。

### 5月
- 5月1日 - 日本で水俣病第一号患者公式確認。
- 5月3日 - 第1回世界柔道選手権大会が東京の蔵前国技館で開催される。
- 5月9日 - 日本登山隊がマナスル初登頂に成功。日本国とフィリピン共和国との間の賠償協定をマニラで締結（賠償額1980億円）。
- 5月15日 - 日ソ漁業条約・海難救助法調印。
- 5月17日 - 日活映画『太陽の季節』が公開された。
- 5月24日 - スイスで第1回ユーロビジョン・ソング・コンテスト開催。
- 5月24日 - 売春防止法が公布。

### 6月
- 6月1日 - 大阪市営地下鉄四つ橋線（現・Osaka Metro四つ橋線）の花園町駅 - 岸里駅間が開業（1972年全線開業）。
- 6月21日 - 沖縄銀行設立。
- 6月25日 - 宮城道雄東海道本線の寝台急行銀河から転落し死亡
- 6月28日 - ポズナンでポーランド反ソ暴動起こる。（ポズナン暴動）
- 6月29日 - アメリカ合衆国で連邦補助高速道路法が施行される。
- 6月30日 - 新市町村建設促進法施行。
- 6月30日 - グランドキャニオン空中衝突事故。

### 7月
- 7月1日 - 気象庁、中央気象台から改称し発足。
- 7月2日 - ニューヨーク州クイーンズ区でシルヴァニア・エレクトリック・プロダクツ爆発事故が発生する。
- 7月8日 - 第4回参議院議員選挙投票
- 7月10日 - 国道245号 - 251号が制定。
- 7月26日 - ナーセルがスエズ運河の国有化を宣言。

### 8月
- 8月1日 - 第二種運転免許、大型自動車運転免許が施行。
- 8月10日　-　1948年に発生した免田事件で死刑が確定した死刑囚による第三次再審請求審で熊本地裁八代支部は再審決定の判断を下す。死刑囚の再審を認めた初めての事案。「再審制度においても『疑わしいときは被告人の利益に』という刑事裁判の鉄則が適用される」という通称白鳥決定が出来る以前の数少ない再審を認める判断だった。しかしその後検察が即時抗告し1959年4月15日に再審開始取り消しの決定が下る。(その後再び再審開始の判断が下るのは1979年9月27日の第六次再審請求審 福岡高裁の決定。その後検察の特別抗告が棄却され再審開始決定1983年7月15日熊本地裁八代支部は無罪判決を言い渡す。）
- 8月10日　-　日本原水爆被害者団体協議会設立。
- 8月12日 - 第38回全国高等学校野球選手権大会が阪神甲子園球場で開幕。
- 8月20日 - 第38回全国高等学校野球選手権大会の決勝戦が阪神甲子園球場で行われ、京都府の平安が岐阜県の岐阜商に3対2で勝利し、1948年（第33回）以来5年ぶり3度目の優勝を達成。
- 8月30日 - スターリン批判を受け北朝鮮で同国の幹部が最高指導者金日成の個人崇拝や工業政策を批判（8月宗派事件）。

### 9月
- 9月1日 - 日本の横浜市・名古屋市・京都市・大阪市・神戸市の5市が初の政令指定都市となる。大阪府和泉市と奈良県桜井市が同時に発足。
- 9月9日 - エルヴィス・プレスリーがエド・サリヴァン・ショーに初出演し、視聴率82.6%を記録する。
- 9月10日 - 魚津大火、魚津市。

### 10月
- 10月10日 - 東急ストア設立。
- 10月15日 - 六軒事故。
- 10月15日 - 静岡県の佐久間ダムが完成。
- 10月17日 - 愛知県犬山市に日本モンキーセンターが開園。
- 10月17日 - 日本シリーズで西鉄が巨人を4勝2敗で下し、球団創設以来初となる日本一達成。
- 10月19日 - 日ソ共同宣言。
- 10月23日 - ハンガリー動乱勃発。
- 10月23日 - フランス保護領ザールで住民投票が行われ、その結果西ドイツ復帰支持が多数を占めた。
- 10月28日 - 大阪の通天閣が再建される。
- 10月29日 - イスラエル軍がエジプトに侵入し、第二次中東戦争（スエズ戦争）が勃発。
- 10月31日 - 映画『哀愁の街に霧が降る』が公開。当作で端役で出演した菅原文太が俳優デビュー。
- この月、『週刊アサヒ芸能』（徳間書店）で、小島功の漫画『仙人部落』が連載開始。連載は2014年8月まで続き、連載期間57年11か月という数字は、2023年現在、日本漫画史上、最長記録[3]。

### 11月
- 11月1日 - キヤノンが8mmカメラ「シネ8-T」を発売。
- 11月12日 - 第25臨時国会召集（12月13日閉会）。
- 11月19日 - 東海道本線の全線直流電化が完成。大ダイヤ改正を実施。
- 11月22日 - メルボルンオリンピック開幕。
- 11月28日 - 日本初の漫画週刊誌「週刊漫画TIMES」（芳文社）創刊。

### 12月
- 12月1日 - 中部日本放送テレビ（テレビ放送事業は現在の株式会社CBCテレビ）、大阪テレビ放送（テレビ放送事業は現在の朝日放送テレビ株式会社）が開局。
- 12月2日 - カストロらがキューバに上陸しゲリラ作戦を開始。
- 12月6日 - メルボルンオリンピック: メルボルンの流血戦
- 12月18日 - 日本が国際連合に加盟。
- 12月20日 - 日本にて第26国会召集（1957年5月19日閉会）。
- 12月22日 - NHKが札幌で北海道初のテレビジョン放送を開始。
- 12月26日 - シベリア抑留: 最後の引揚者を乗せた引揚船興安丸が舞鶴港に入港。
- 12月28日 - 新宿コマ劇場が開館（2008年12月31日閉館）。
- 12月30日 - 11月から続いた藤村排斥事件（阪神の主力選手12人が藤村富美男監督の解任を要求）、主力選手が藤村監督に謝罪して収拾。

### 日付不詳
- IBMが世界初のハードディスクを発売 (5MB)。

## 周年
以下に、過去の主な出来事からの区切りの良い年数（周年）を記す。
- 1月15日 - 中日ドラゴンズ球団創設20周年。
- 9月1日 - 民間放送ラジオ開始5周年[注釈 1]。

## スポーツ
- 1956年のスポーツ
  - 日本プロ野球
    - セントラル・リーグ優勝　読売ジャイアンツ
    - パシフィック・リーグ優勝　西鉄ライオンズ
    - 日本シリーズ優勝　西鉄ライオンズ（4勝2敗）

  - 競馬　第1回中山グランプリ（後の有馬記念）開催
  - 1956年メルボルンオリンピック
  - 1956年コルチナ・ダンペッツオオリンピック
  - 大相撲（幕内最高優勝）
    - 初場所　鏡里喜代治
    - 春場所　朝汐太郎
    - 夏場所　若ノ花勝治
    - 秋場所　鏡里喜代治

## 芸術・文化

### 音楽
- エルヴィス・プレスリー 「ハートブレイク・ホテル」「ハウンド・ドッグ[注釈 2] / 冷たくしないで」
- プラターズ 「マイ・プレイヤー」「グレイト・プリテンダー」[注釈 3]
- ビル・ドゲット「ホンキー・トンク」
- ジーン・ヴィンセント 「ビー・バップ・ア・ルーラ」
- チャック・ベリー 「ロール・オーバー・ベートーヴェン」
- カール・パーキンス 「ブルー・スエード・シューズ / ハニー・ドント」
- リトル・リチャード 「のっぽのサリー / トゥッテイ・フルッティ」
- フランキー・ライモン&ザ・ティーンエイジャーズ 「恋は曲者（くせもの）」
- ハウリン・ウルフ 「スモーク・スタック・ライトニン」
- 小坂一也 「ハートブレイク・ホテル」

### 映画
- 王様と私

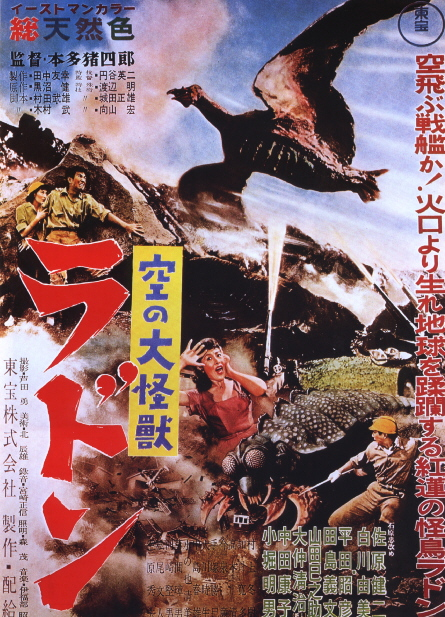
本多猪四郎監督『空の大怪獣ラドン』

- ジャイアンツ（監督：ジョージ・スティーヴンス）
- 十戒（監督：セシル・B・デミル）
- 戦争と平和
- 捜索者（監督：ジョン・フォード）
- 抵抗 (レジスタンス) - 死刑囚の手記より （監督：ロベール・ブレッソン）
- 赤線地帯（監督：溝口健二）
- 宇宙人東京に現わる
- 狂った果実（監督：中平康、脚本：石原慎太郎、主演：石原裕次郎）
- 空の大怪獣ラドン
- 真昼の暗黒（監督：今井正）

### 文学
- 芥川賞
  - 第35回（1956年上半期） - 近藤啓太郎 『海人舟』
  - 第36回（1956年下半期） - 該当作品なし
- 直木賞
  - 第35回（1956年上半期） - 南條範夫『燈台鬼』、今官一『壁の花』
  - 第36回（1956年下半期） - 今東光『お吟さま』、穂積驚『勝烏』

### テレビ
- 悦ちゃん
- 金語楼劇場・おトラさん
- チロリン村とくるみの木
- 正成君罷り通る
- 雨・風・曇（後に『春夏秋冬』と改題）
- わが輩ははなばな氏
- 教養特集
- どたんば
- 東芝日曜劇場 第1回 / 戻橋
- 開局 - 中部日本放送テレビ（現CBCテレビ）、大阪テレビ放送（現朝日放送テレビ）

### ラジオ
- 4月1日、ラジオ山口（現・山口放送）開局。

### コマーシャル
| キャッチフレーズなど        | 商品名など                 | メーカー     | 出演者 | 音楽     |
| --------------------------- | -------------------------- | ------------ | ------ | -------- |
| ♪家中でみんなキリン、キリン | キリンビール・キリンレモン | キリンビール | -      | 三木鶏郎 |

## 誕生

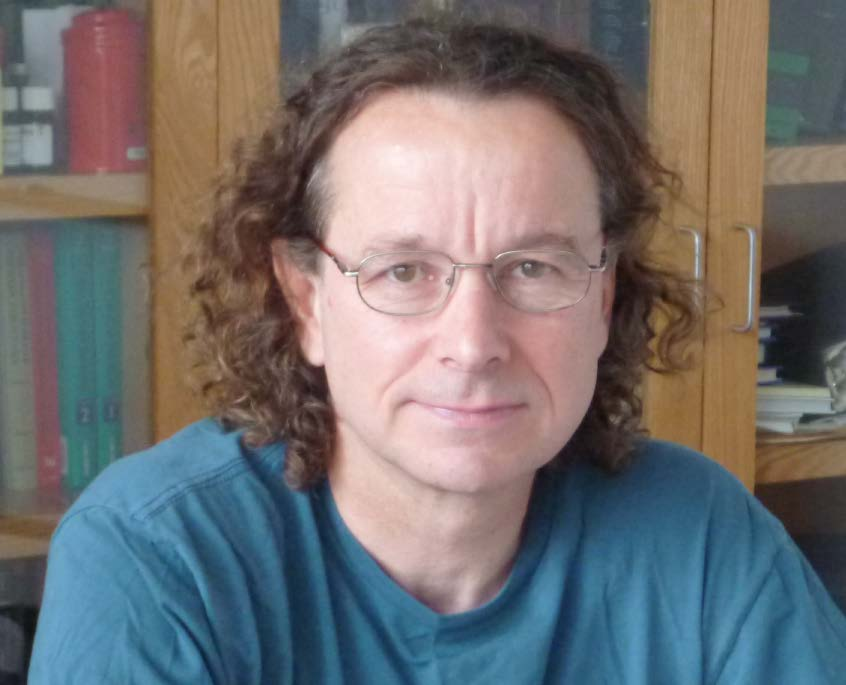
ノーベル化学賞を受賞した化学者ロデリック・マキノン（2月19日）

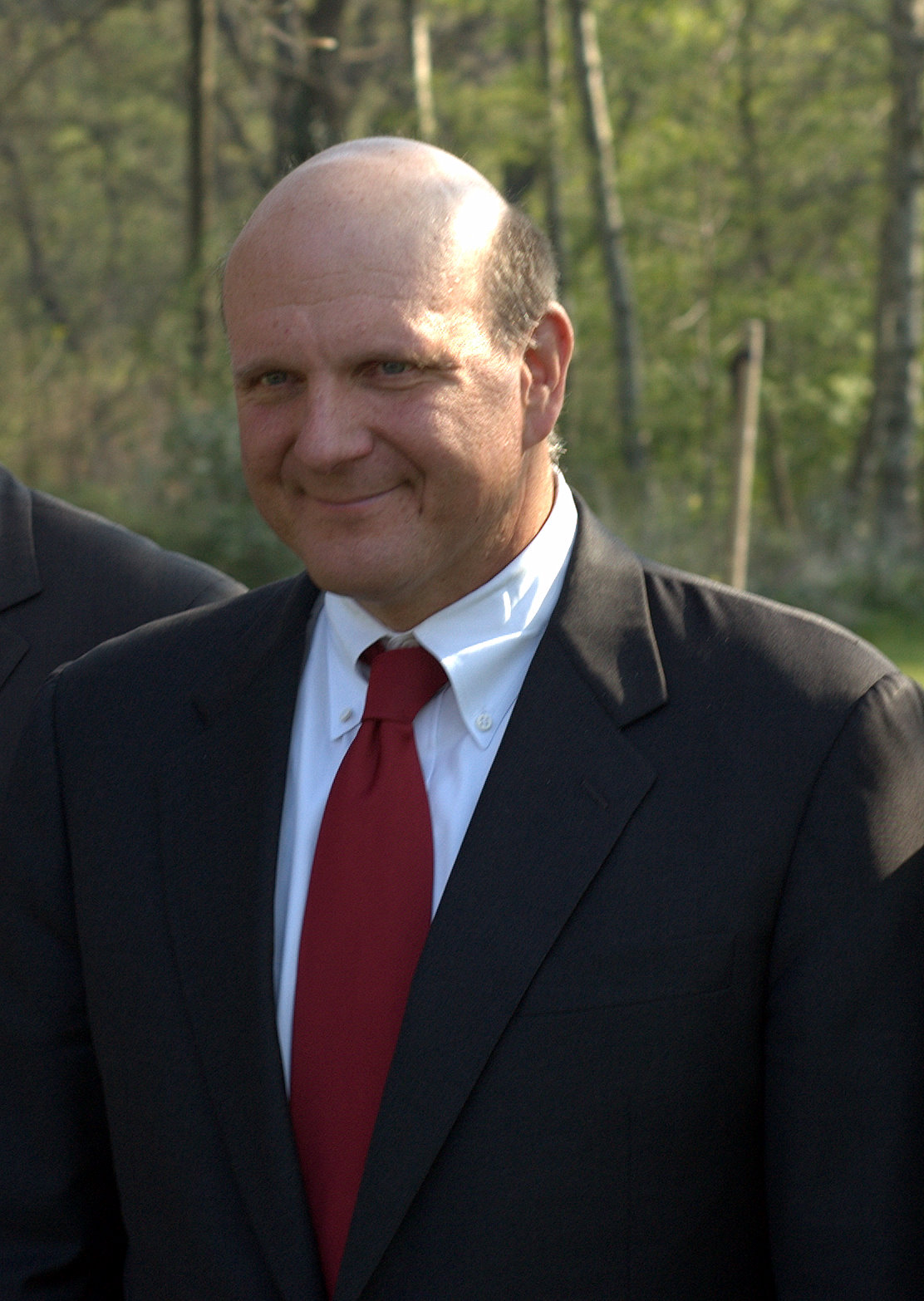
マイクロソフト最高経営責任者スティーブ・バルマー（3月24日）

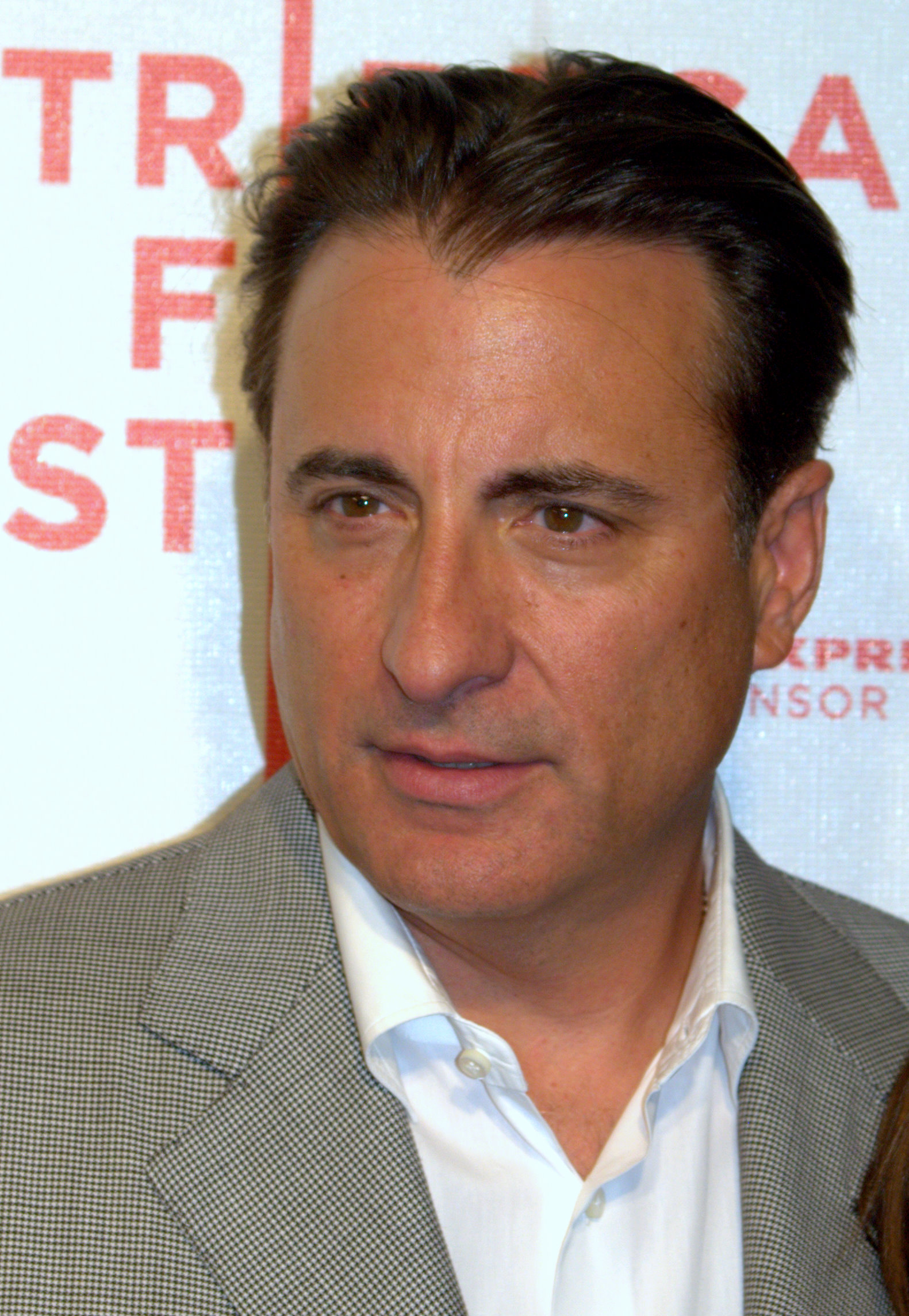
俳優アンディ・ガルシア（4月12日）

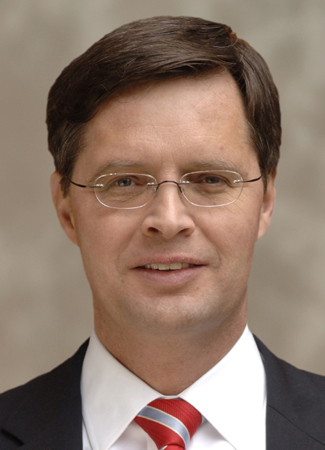
オランダ首相ヤン・ペーター・バルケネンデ（5月7日）

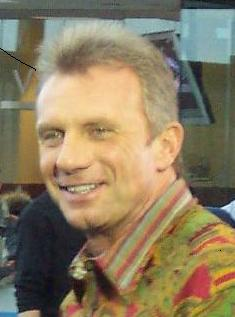
元アメフト選手ジョー・モンタナ（6月11日）

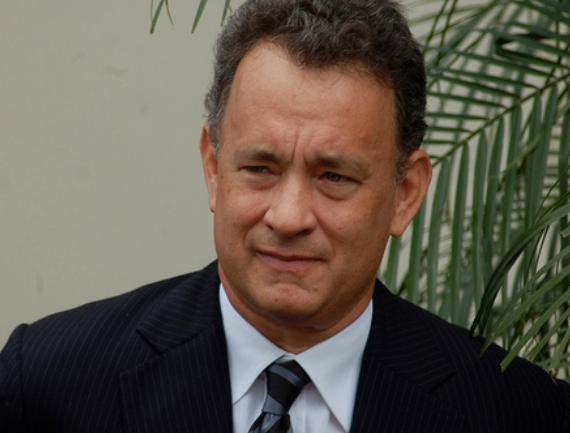
俳優・映画監督トム・ハンクス（7月9日）

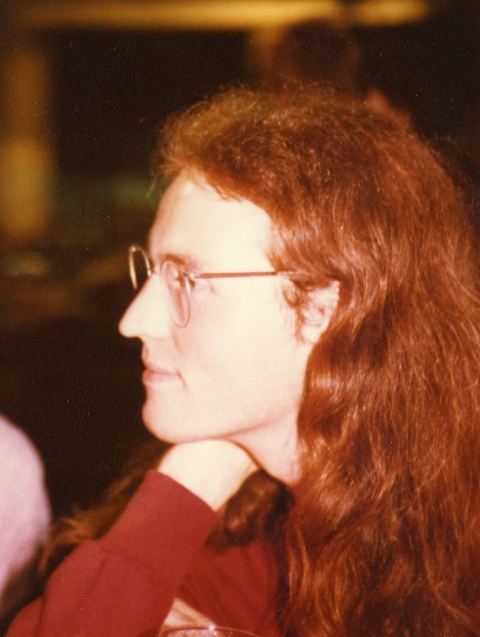
数学者アンドレアス・フレアー（8月23日）

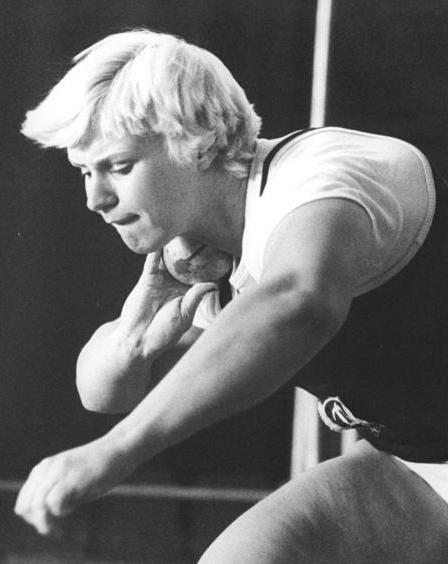
元陸上選手イローナ・スルピアネク（9月24日）

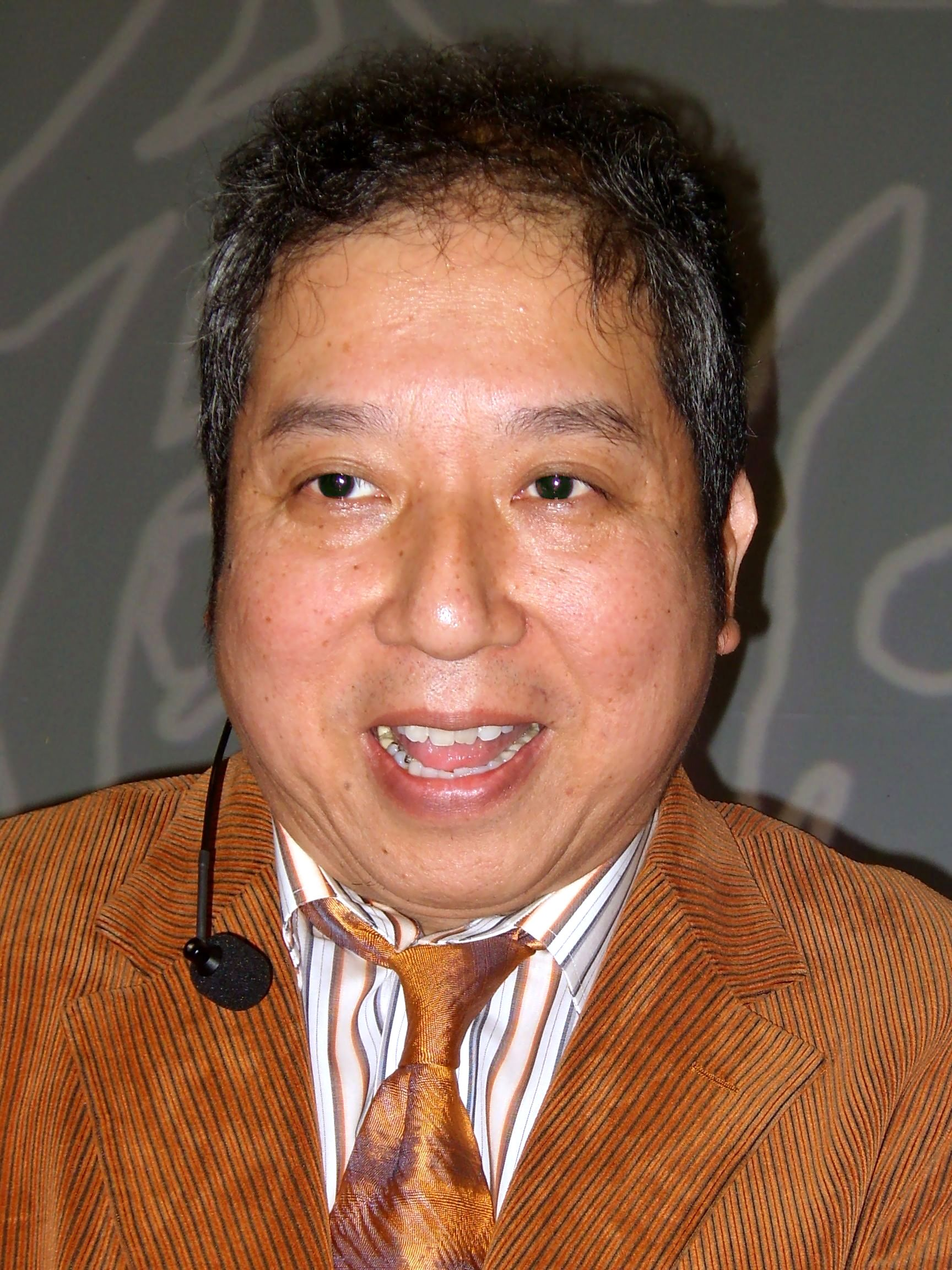
音楽家向谷実（10月20日）

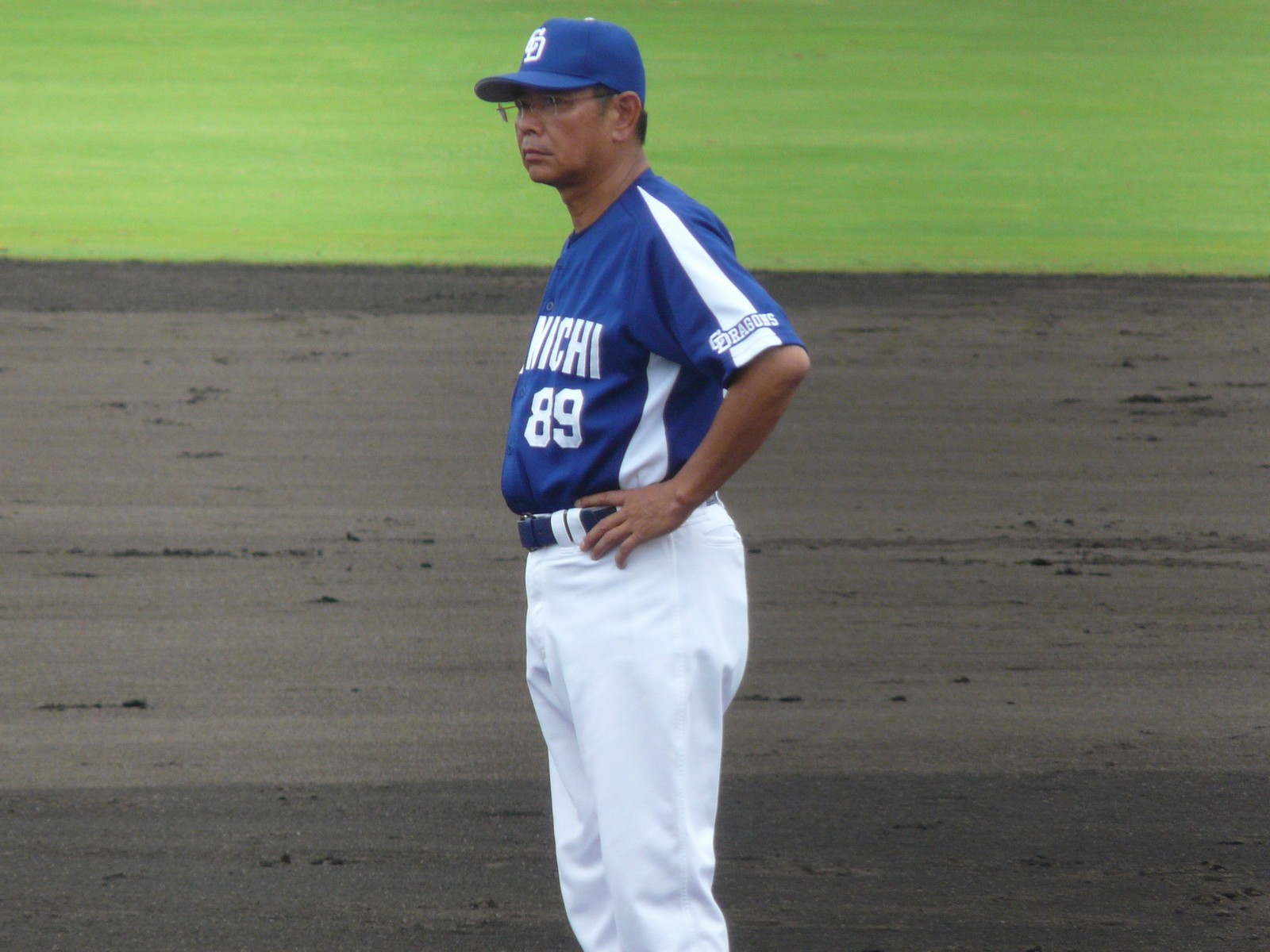
元プロ野球選手高橋三千丈（11月10日）

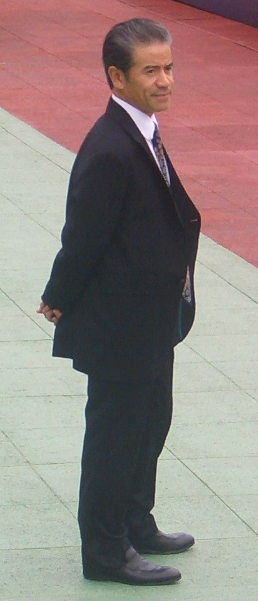
調教師アンソニー・クルーズ（12月24日）

### 1月
- 1月1日 - 大友康平、ミュージシャン
- 1月1日 - マーク・R・ヒューズ、ハーバライフ創立者（+ 2000年）
- 1月1日 - シーラ・マッカーシー、女優
- 1月1日 - 役所広司、俳優
- 1月3日 - メル・ギブソン、俳優・映画監督
- 1月3日 - 小堺一機、お笑いタレント・コメディアン
- 1月3日 - 鈴木富子、声優（+ 2003年）
- 1月5日 - 榎木孝明、俳優
- 1月5日 - 鬼嶋一司 - 野球解説者
- 1月5日 - 陳建一、料理人（+ 2023年）
- 1月5日 - フランク＝ヴァルター・シュタインマイアー、ドイツ第16代連邦大統領
- 1月8日 - ジャック・ウォマック、作家
- 1月10日 - 山田辰夫、俳優（+ 2009年）
- 1月10日 - 大門実紀史、政治家
- 1月12日 - 飯干辰己、政治家
- 1月12日 - ニコライ・ノスコフ, 歌手
- 1月13日 - 中西俊夫、ミュージシャン・アーティスト（+ 2017年[4]）
- 1月13日 - 大地丙太郎、アニメ監督
- 1月15日 - 藤村美樹、歌手・元（キャンディーズ）
- 1月17日 - ポール・ヤング、ミュージシャン
- 1月18日 - 水島裕、声優・タレント・ナレーター
- 1月21日 - ジーナ・デイヴィス、女優
- 1月23日 - 10代目坂東三津五郎、歌舞伎役者（+ 2015年）
- 1月24日 - 渡辺正行、お笑いタレント
- 1月25日 - 巻上公一、歌手
- 1月30日 - 土屋圭市、レーサー
- 1月31日 - ジョン・ライドン、ミュージシャン
- 1月31日 - 根本康広、中央競馬調教師、元騎手、俳優

### 2月
- 2月1日 - ラッシャーみよし、AV監督
- 2月3日 - 福江純、天文学者
- 2月5日 - 大地真央、元宝塚歌劇団月組主演スターの女優
- 2月5日 - ヘクトール・レバーク、元F1ドライバー
- 2月5日 - 渡辺麿史、プロ野球選手（+ 2014年）
- 2月6日 - 奥泉光、小説家
- 2月6日 - 門田富昭、元プロ野球選手
- 2月6日 - ミミ萩原、日本の元歌手、女優、タレント、女子プロレスラー、ヒーラー
- 2月6日 - ナタリア・リニチュク、フィギュアスケート選手
- 2月7日 - 佐々木啓司、高校野球指導者
- 2月7日 - 平山正人、プロ野球選手
- 2月9日 - ムーキー・ウィルソン、メジャーリーガー
- 2月10日 - 西和彦、アスキー創業者
- 2月14日 - 樋本達夫、小田急百貨店社長
- 2月15日 - 浅田美代子、歌手・女優
- 2月15日 - 井出洋介、麻雀プロ
- 2月15日 - 小河等、レーサー（+ 1992年）
- 2月15日 - レイ・コージ、元プロ野球選手
- 2月16日 - 中尾孝義、元プロ野球選手
- 2月18日 - 浅田孟、ベーシスト
- 2月19日 - ロデリック・マキノン、化学者
- 2月19日 - 如月小春、劇作家・演出家（+ 2000年）
- 2月21日 - 佐藤清、野球選手
- 2月23日 - 野口五郎、歌手・俳優
- 2月23日 - 酒井美羽、漫画家
- 2月23日 - ブラザートム、歌手
- 2月23日 - 百田尚樹、作家、脚本家
- 2月24日 - ジュディス・バトラー、哲学者
- 2月24日 - エディ・マレー、元メジャーリーガー
- 2月24日 - 大平サブロー、お笑いタレント・漫才師
- 2月25日 - 佐藤和孝、ジャーナリスト
- 2月26日 - 桑田佳祐、歌手
- 2月26日 - 南美希子、フリーアナウンサー・タレント
- 2月27日 - 高橋研、ミュージシャン
- 2月27日 - 新沼謙治、演歌歌手・俳優
- 2月28日 - 慶元秀章、元プロ野球選手
- 2月29日 - 伊地知温子、エレクトーン奏者
- 2月29日 - アイリーン・ウォーノス、殺人犯・死刑囚 （+ 2002年）

### 3月
- 3月1日 - 花咲アキラ、漫画家
- 3月1日 - ヤン・ヴァン・デル・ロースト、作曲家
- 3月1日 - 西山茂、プロ野球選手
- 3月2日 - 藤原仁、元プロ野球選手
- 3月3日 - ズビグニェフ・ボニエク、元サッカー選手
- 3月5日 - 山本隆造、元プロ野球選手（+ 2012年）
- 3月7日 - 吉田忠智、政治家
- 3月7日 - ブライアン・クランストン、俳優
- 3月7日 - 岡まゆみ、女優
- 3月8日 - 大沢在昌、小説家
- 3月10日 - 北村晴男、弁護士
- 3月10日 - ランディ・ジョンソン、元プロ野球選手
- 3月11日 - 小宮孝泰、タレント
- 3月11日 - クリスチャン・ラッセン、画家
- 3月12日 - スティーヴ・ハリス、ミュージシャン
- 3月12日 - デール・マーフィー、元メジャーリーガー
- 3月13日 - 佐野元春、ミュージシャン
- 3月16日 - 笙野頼子、小説家
- 3月18日 - インゲマル・ステンマルク、アルペンスキー選手
- 3月19日 - 江田康幸、政治家
- 3月19日 - 森一晃、プロ野球選手
- 3月20日 - ティモシー・マー、作曲家
- 3月20日 - 竹中直人、俳優・コメディアン・映画監督
- 3月21日 - イングリッド・クリスチャンセン、陸上競技選手
- 3月23日 - ジョゼ・マヌエル・ドゥラン・バローゾ、政治家
- 3月23日 - 山本恭司、ミュージシャン
- 3月24日 - スティーブ・バルマー、実業家
- 3月24日 - 島田紳助、元お笑いタレント・元司会者
- 3月24日 - 山口健、声優（+ 2011年）
- 3月27日 - デビッド・ホステトラー、元プロ野球選手
- 3月28日 - 石坂啓、漫画家
- 3月29日 - 江口寿史、漫画家
- 3月30日 - 片峯誠、政治家（+ 2023年）

### 4月
- 4月4日 - 松田弘、ドラマー
- 4月4日 - 中村典夫、元プロ野球選手
- 4月4日 - 百崎敏克、高校野球指導者
- 4月4日 - トム・ハー、メジャーリーガー
- 4月5日 - 藤城和明、元プロ野球選手
- 4月6日 - 松本竜助、お笑いタレント（+ 2006年）
- 4月7日 - 谷宏明、元プロ野球選手
- 4月7日 - 中川惣一、元プロ野球選手
- 4月8日 - 泉麻人、コラムニスト
- 4月8日 - 田中好子、女優（+ 2011年[5]）
- 4月8日 - 坂本堤、弁護士（+ 1989年）
- 4月11日 - 辛坊治郎、報道キャスター
- 4月11日 - 居郷肇、野球選手
- 4月11日 - 入沢淳、元プロ野球選手
- 4月12日 - 田中康夫、政治家・作家
- 4月12日 - アンディ・ガルシア、俳優
- 4月13日 - ポッサム・ボーン、ラリー選手（+ 2003年）
- 4月13日 - スー・バーカー、テニス選手
- 4月15日 - モニク・ルディエール、バレリーナ
- 4月18日 - 宅麻伸、俳優
- 4月19日 - 奥平総一郎、実業家、ダイハツ工業元社長
- 4月20日 - 森裕子、政治家
- 4月22日 - 北野隆典、実業家
- 4月23日 - 豊田誠佑、元プロ野球選手
- 4月24日 - 加藤久、サッカー指導者・元プロサッカー選手（元日本代表キャプテン）・博士
- 4月26日 - 三代目中村又五郎、歌舞伎役者
- 4月28日 - 玄侑宗久、小説家・僧侶
- 4月28日 - 土井亨、政治家
- 4月30日 - ラース・フォン・トリアー、映画監督

### 5月
- 5月3日 -豊田章男、トヨタ自動車株式会社代表取締役会長兼CEO
- 5月4日 - ウルリケ・マイフェルト、陸上競技選手
- 5月4日 - 火坂雅志、小説家（+ 2015年)
- 5月4日 - 馮智英、元たいそうのおねえさん
- 5月4日 - 大慈彌功、プロ野球選手
- 5月7日 - ヤン・ペーター・バルケネンデ、政治家
- 5月8日 - 望月卓也、元プロ野球選手
- 5月12日 - 余貴美子、女優
- 5月13日 - シュリ・シュリ・ラビ・シャンカール、宗教家
- 5月14日 - 斉木弘吉、写真家
- 5月14日 - 古屋範子、政治家
- 5月15日 - 長谷直美、女優
- 5月16日 - オルガ・コルブト、体操選手
- 5月17日 - シュガー・レイ・レナード、ボクシング選手
- 5月17日 - 相本芳彦、アナウンサー
- 5月18日 - 尾崎直道、プロゴルファー
- 5月20日 - 工藤一彦、元プロ野球選手
- 5月21日 - アグネス・ラム、アイドル
- 5月21日 - 松井満、元プロ野球選手
- 5月22日 - マーク・ブロハード、元プロ野球選手
- 5月22日 - 金本誠吉、プロ野球選手
- 5月27日 - ジュゼッペ・トルナトーレ、映画監督
- 5月28日 - 紗ゆり、声優（+ 2012年）
- 5月31日 - 角富士夫、元プロ野球選手
- 5月31日 - 榊原良子、声優

### 6月
- 6月1日 - 稲吉紘実、CIデザイナー・グラフィックデザイナー・アートディレクター
- 6月1日 - 荒木清寛、政治家
- 6月5日 - アン・ルイス、歌手
- 6月6日 - ビョルン・ボルグ、テニス選手
- 6月9日 - パトリシア・コーンウェル、推理作家
- 6月10日 - 小山田いく、漫画家（+ 2016年）
- 6月10日 - 杉浦ひとみ、弁護士
- 6月10日 - 堂園喜義、プロ野球選手
- 6月11日 - ジョー・モンタナ、アメリカンフットボール選手
- 6月13日 - 吉川祐二、警察官
- 6月15日 - ランス・パリッシュ、メジャーリーガー
- 6月16日 - 藤原帰一、国際政治学者
- 6月17日 - TOHJIRO、AV監督
- 6月17日 - 浜名敏幸、プロ野球選手
- 6月18日 - 長崎俊一、映画監督
- 6月20日 - 趙治勲、囲碁棋士
- 6月20日 - 土居正史、元プロ野球選手
- 6月22日 - ロン・ハスラム、レーサー
- 6月23日 - 永川英植、元プロ野球選手（+ 1991年）
- 6月23日 - 崔順実、韓国の実業家・大悪女
- 6月24日 - ジョージ・ブコビッチ、元プロ野球選手
- 6月25日 - ボリス・トライコフスキー、マケドニア共和国大統領（+ 2004年）
- 6月25日 - 原田末記、元プロ野球選手
- 6月26日 - 角盈男、元プロ野球選手
- 6月26日 - 阿久津幸彦、政治家
- 6月27日 - 西本聖、元プロ野球選手
- 6月28日 - 李来発、元プロ野球選手

### 7月
- 7月1日 - 五代高之、俳優
- 7月4日 - デヴィッド・ニューマン、地理学者
- 7月5日 - リチャード・ランス、元プロ野球選手
- 7月7日 - 大川隆法、幸福の科学グループ創始者 兼 総裁（+ 2023年）
- 7月9日 - トム・ハンクス、俳優
- 7月9日 - ガイ・ホフマン、元プロ野球選手
- 7月10日 - 大川浩、元プロ野球選手
- 7月11日 - 谷田部勝義、アニメーション監督・脚本家・演出家・音響監督
- 7月11日 - 中野誠吾、元プロ野球選手
- 7月15日 - ジョー・サトリアーニ、ミュージシャン
- 7月15日 - 松島みどり、政治家
- 7月19日 - 東原力哉、ドラマー
- 7月19日 - 佐田の海鴻嗣、元大相撲力士
- 7月20日 - 石橋凌、俳優・ミュージシャン
- 7月21日 - 萩原光、レーシングドライバー（+ 1986年）
- 7月21日 - 黒田福美、女優・翻訳家
- 7月24日 - 松沼雅之、元プロ野球選手
- 7月26日 - ドロシー・ハミル、フィギュアスケート選手
- 7月27日 - 松浦正、元プロ野球選手
- 7月28日 - ロミー・ケルマー、フィギュアスケート選手
- 7月31日 - 松原仁、政治家
- 7月31日 - マイケル・ビーン、俳優

### 8月
- 8月1日 - 竹本由紀夫、元プロ野球選手
- 8月4日 - アラン・パッサール、料理人
- 8月4日 - ハリー・B・ハリス・ジュニア、軍人
- 8月4日 - 鈴木勝美、声優
- 8月4日 - 阿部渡、タレント、俳優、声優
- 8月5日 - 山内孝徳、元プロ野球選手
- 8月7日 - 大谷千正、作曲家・音楽学者
- 8月8日 - 須田清見、プロ野球選手
- 8月9日 - 貝塚博次、元プロ野球選手
- 8月11日 - 江崎孝、政治家
- 8月12日 - 吉田秋生、漫画家
- 8月12日 - マリオ・ホーファー、調教師・元騎手
- 8月12日 - 東てる美、女優・タレント
- 8月16日 - 岡本圭右、元プロ野球選手
- 8月20日 - ジョアン・アレン、女優
- 8月22日 - ポール・モリター、MLB監督、元メジャーリーガー
- 8月23日 - アンドレアス・フレアー、数学者（+ 1991年）
- 8月23日 - 山田隆夫、マルチタレント・落語家
- 8月23日 - 益岡徹、俳優
- 8月23日 - 岡江久美子、女優・タレント・司会者 （+ 2020年[6]）
- 8月24日 - トニー・バナザード、元プロ野球選手
- 8月25日 - 岡田武史、サッカー監督・元サッカー選手
- 8月26日 - サリー・ビーミッシュ、ヴィオラ奏者
- 8月26日 - 伊藤敏博、シンガーソングライター、元国鉄職員
- 8月26日 - 和田アキラ、ギタリスト（+ 2021年）
- 8月29日 - 谷山浩子、シンガーソングライター
- 8月31日 - 斎藤志郎、声優
- 8月31日 - 蔡英文、中華民国（台湾）第14-15代総統
- 8月31日 - 田代まさし、元タレント

### 9月
- 9月1日 - 小島ゆかり、歌人
- 9月2日 - 廣野眞一、集英社社長
- 9月4日 - 野平ゆき、女優
- 9月7日 - 長渕剛、歌手
- 9月7日 - 鷲谷亘、プロ野球審判員
- 9月8日 - ステファン・ヨハンソン、元F1ドライバー
- 9月9日 - 村上之宏、元プロ野球選手
- 9月10日 - 増本宏、元プロ野球選手
- 9月11日 - 鈴木弘規、元プロ野球選手
- 9月12日 - レスリー・チャン（張國榮）、歌手、俳優（+ 2003年）
- 9月13日 - アラン・デュカス、シェフ
- 9月14日 - コスタス・カラマンリス、政治家
- 9月14日 - レイ・ウィルキンス、元サッカー選手、サッカー指導者
- 9月14日 - レスリー・フィルキンス、元プロ野球選手
- 9月15日 - ジョン・パセラ、元プロ野球選手
- 9月16日 - ハル薗田、プロレスラー、（+ 1987年）
- 9月16日 - デビッド・カッパーフィールド、マジシャン
- 9月16日 - ミッキー・ローク、俳優
- 9月17日 - アルマズベク・アタンバエフ、政治家
- 9月18日 - 吉田宏、政治家
- 9月18日 - 劉秋農、野球選手
- 9月19日 - 加藤邦彦、歌手、俳優
- 9月19日 - 千葉裕、元俳優、元歌手
- 9月22日 - 石毛宏典、元プロ野球選手
- 9月22日 - 鈴木雅之、歌手
- 9月23日 - パオロ・ロッシ、元サッカー選手（+ 2020年）
- 9月24日 - イローナ・スルピアネク、陸上競技選手
- 9月24日 - 剛州、俳優・お笑いタレント
- 9月26日 - リンダ・ハミルトン、女優
- 9月26日 - セバスチャン・コー、陸上競技選手
- 9月26日 - 福嶋浩彦、政治家
- 9月29日 - 内藤正典、社会学者・地理学者
- 9月30日 - 土屋敏男、テレビプロデューサー

### 10月
- 10月1日 - テリーザ・メイ、イギリス第76代首相
- 10月1日 - バンス・ロー、元プロ野球選手
- 10月2日 - ジェフ・ドイル、元プロ野球選手
- 10月3日 - 槇村さとる、漫画家
- 10月5日 - 山口祐一郎、俳優
- 10月5日 - 郭源治、元プロ野球選手
- 10月11日 - 渡辺長助、元プロ野球選手（+ 2011年）
- 10月13日 - アンディ・ビーン、元プロ野球選手
- 10月14日 - 森山隆男、プロ野球選手
- 10月15日 - 川田孝好、調教師
- 10月15日 - 吉本博、元プロ野球選手
- 10月15日 - 保坂和志、小説家
- 10月18日 - マルチナ・ナブラチロワ、テニス選手
- 10月19日 - カルロ・ウルバニ、医師（+ 2003年）
- 10月20日 - 向谷実、音楽家
- 10月21日 - キャリー・フィッシャー、女優（+ 2016年[7]）
- 10月21日 - 永島敏行、俳優
- 10月22日 - スティーブン・ラム、元プロ野球選手
- 10月23日 - ドワイト・ヨアカム、ミュージシャン
- 10月23日 - ダイアン・リーヴス、ミュージシャン
- 10月23日 - 渡辺真知子、シンガーソングライター
- 10月28日 - マフムード・アフマディーネジャード、政治家
- 10月29日 - 周防正行、映画監督・脚本家
- 10月30日 - 大平シロー、漫才師（+ 2012年）

### 11月
- 11月1日 - ラルフ・イーザウ、ファンタジー作家
- 11月1日 - 今井譲二、元プロ野球選手
- 11月3日 - ボブ・ウェルチ、メジャーリーガー（+ 2014年）
- 11月4日 - ジョーダン・ルーデス、ミュージシャン
- 11月4日 - 荒川太朗、声優（+ 2012年）
- 11月5日 - 若林仁、プロ野球選手
- 11月6日 - 土屋正勝、元プロ野球選手
- 11月7日 - 笑福亭笑瓶、お笑いタレント（+ 2023年）
- 11月7日 - ジョナサン・パーマー、元レーシングドライバー
- 11月7日 - 菊村徳用、プロ野球選手
- 11月10日 - 高橋三千丈、元プロ野球選手
- 11月12日 - 平忠彦、元オートバイ・ロードレースライダー
- 11月13日 - クリストフ・コッホ、神経科学者
- 11月17日 - 佐々木隆、ドラマー
- 11月18日 - 松苗あけみ、漫画家
- 11月23日 - 山口弘和、コント山口君と竹田君・お笑いタレント
- 11月26日 - 柿崎幸男、元プロ野球選手
- 11月27日 - 滝沢ロコ、声優
- 11月27日 - ウィリアム・フィクナー、俳優
- 11月29日 - 定岡正二、元プロ野球選手
- 11月30日 - 吉岡均、広告写真家・写真作家

### 12月
- 12月3日 - 駒田一郎、京王百貨店第13代代表取締役社長
- 12月3日 - 福井美恵子、バスケットボール選手（+ 1980年）
- 12月4日 - 町村敬志、社会学者
- 12月5日 - クリスティアン・ツィマーマン、ピアニスト
- 12月5日 - 新井康弘、俳優・アイドル（ずうとるび）
- 12月6日 - ランディ・ローズ、ギタリスト（+ 1982年）
- 12月6日 - 末松義規、政治家
- 12月6日 - 若狭勝、弁護士・政治家
- 12月7日 - ラリー・バード、元バスケットボール選手
- 12月7日 - 鳳凰倶往、元大相撲力士（+ 2013年）
- 12月9日 - ジャン＝ピエール・ティオレ、ジャーナリスト、作家
- 12月11日 - 原由子、歌手
- 12月12日 - 大森隆志、歌手
- 12月12日 - ハンニ・ウェンツェル、アルペンスキー選手
- 12月16日 - ガダルカナル・タカ、タレント
- 12月17日 - 野崎ふみこ、漫画家
- 12月21日 - 大島敦、政治家
- 12月22日 - 村上弘明、俳優
- 12月22日 - 斎藤美奈子、評論家
- 12月23日 - ミケーレ・アルボレート、元F1ドライバー（+ 2001年）
- 12月23日 - デイヴ・マーレイ、ミュージシャン
- 12月24日 - アンソニー・クルーズ、調教師
- 12月28日 - ナイジェル・ケネディ、ヴァイオリニスト
- 12月29日 - 桜金造、コメディアン
- 12月29日 - クリスティーネ・エラート、フィギュアスケート選手
- 12月31日 - 村上潤、アクション監督
- 12月31日 - アーメド・サラ、陸上競技選手

### 日付不詳
- 山本弘　- 作家、と学会元会長
- さべあのま - 漫画家
- 名川太郎 - ピアニスト（+2020年)
- ラズウェル細木 - 漫画家
- 島敦彦 - キュレーター
- 岡本礼子 - 画家、保育士

## 死去

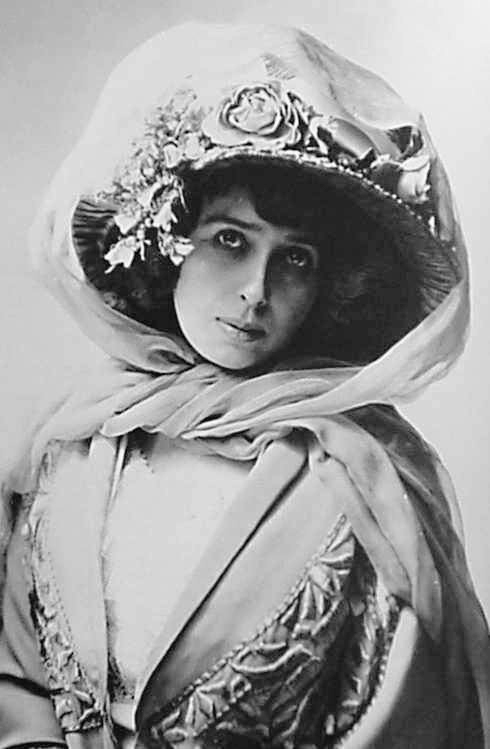
歌手・女優ミスタンゲット（1月6日）

詩人・彫刻家高村光太郎（4月2日）
画像は彫刻「乙女の像」

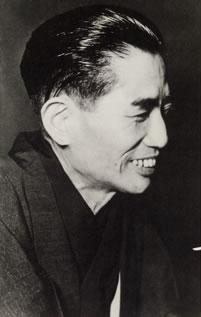
盲目の作曲家・箏曲家宮城道雄事故死（6月25日）

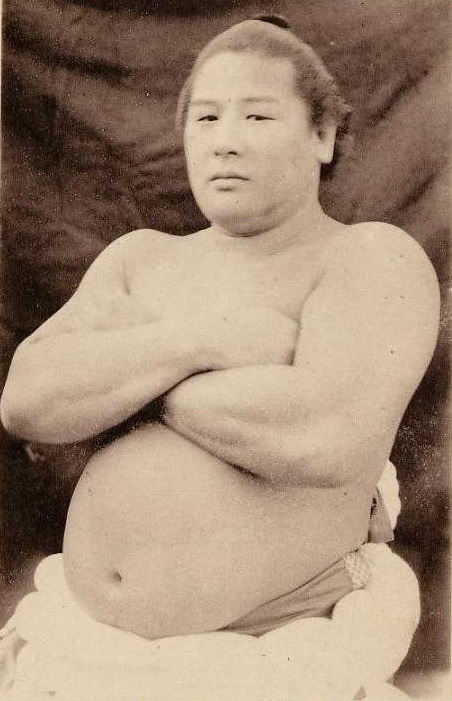
第24代横綱鳳谷五郎（11月16日）

| 智恵子は東京に空が無いといふ、ほんとの空が見たいといふ。 - 「智恵子抄」より |

### 1月
- 1月6日 - ミスタンゲット、シャンソン歌手・女優（* 1873年）
- 1月11日 - リオネル・ファイニンガー、画家（* 1871年）
- 1月11日 - 石田一松、演歌師・演歌歌手（* 1902年）
- 1月19日 - ニコライ・パニン、フィギュアスケート選手（* 1871年）
- 1月23日 - ビリー・エバンス、メジャーリーグ審判（* 1884年）
- 1月25日 - 佐野常羽、海軍少将・ボーイスカウト指導者（* 1871年）
- 1月26日 - 小金井喜美子、歌人・翻訳家（* 1871年）
- 1月27日 - エーリヒ・クライバー、指揮者（* 1890年）
- 1月28日 - 緒方竹虎、ジャーナリスト・政治家・自由党総裁（* 1888年）
- 1月29日 - 日野草城、俳人（* 1901年）
- 1月31日 - 沖野岩三郎、小説家・牧師（* 1876年）
- 1月31日 - A・A・ミルン、作家（* 1882年）

### 2月
- 2月2日 - 小野三千麿、野球選手（* 1897年）
- 2月8日 - コニー・マック、メジャーリーグチーム監督（* 1862年）
- 2月13日 - ヤン・ウカシェヴィチ、論理学者・哲学者（* 1878年）
- 2月14日 - 三好英之、政治家（* 1885年）
- 2月16日 - メグナード・サハ、物理学者（* 1893年）
- 2月20日 - 初代徳田八十吉、陶芸家（* 1873年）

### 3月
- 3月2日 - フレッド・マークル、メジャーリーガー（* 1888年）
- 3月14日 - 吉田隆子、作曲家（* 1910年）
- 3月15日 - オースティン・オスマン・スパー、画家（* 1886年）
- 3月17日 - イレーヌ・ジョリオ＝キュリー、物理学者（* 1897年）

### 4月
- 4月2日 - 高村光太郎、詩人・歌人（* 1883年）
- 4月10日 - ジンジャー・ビューモン、メジャーリーガー（* 1876年）
- 4月15日 - エミール・ノルデ、画家（* 1867年）
- 4月21日 - 吉田絃二郎、小説家（* 1886年）
- 4月29日 - 中山平次郎、考古学者（* 1871年）
- 4月30日 - アルバン・W・バークリー、第35代アメリカ合衆国副大統領（* 1877年）
- 4月30日 - 宇垣一成、政治家・陸軍軍人・陸軍大将（* 1868年）

### 5月
- 5月11日 - 松本たかし、俳人（* 1906年）
- 5月15日 - 尾高朝雄、法学者・東京大学教授（* 1899年）
- 5月24日 - 大蛇山酉之助、大相撲力士（* 1897年）
- 5月26日 - アル・シモンズ、メジャーリーガー（* 1902年）

### 6月
- 6月8日 - マリー・ローランサン、画家・彫刻家（* 1883年）
- 6月11日 - 梁瀬長太郎、実業家・ヤナセ 創業者（* 1879年）
- 6月22日 - ウォルター・デ・ラ・メア、小説家・詩人（* 1873年）
- 6月25日 - 宮城道雄、箏曲家・作曲家（* 1894年）
- 6月26日 - クリフォード・ブラウン、ジャズミュージシャン（* 1930年）
- 6月30日 - アルフレード・フェラーリ、自動車技術者（* 1932年）

### 7月
- 7月4日 - 三木武吉、政治家（* 1884年）
- 7月5日 - 秦豊吉、翻訳家・演出家（* 1892年）
- 7月7日 - ゴットフリート・ベン、ドイツの詩人（* 1886年）
- 7月29日 - エドワード・ガントレット、言語学者（* 1868年）

### 8月
- 8月2日 - 邦枝完二、小説家（* 1892年）
- 8月11日 - ジャクソン・ポロック、画家（* 1912年）
- 8月14日 - ベルトルト・ブレヒト、劇作家・詩人・演出家（* 1898年）
- 8月16日 - ベラ・ルゴシ、俳優（* 1882年）
- 8月24日 - 肥田春充、肥田式強健術の創始者（* 1883年）
- 8月24日 - 溝口健二、映画監督（* 1898年）
- 8月25日 - アルフレッド・キンゼイ、性科学者・動物学者（* 1894年）
- 8月31日 - イヴ・ナット、ピアニスト（* 1890年）
- 8月31日 - 真崎甚三郎、陸軍軍人・陸軍大将（* 1876年）

### 9月
- 9月8日 - 林献堂、台湾の政治家（* 1881年）
- 9月17日 - 岩崎輝弥、実業家・日本の鉄道ファンの先駆者（* 1887年）
- 9月22日 - フレデリック・ソディ、化学者（* 1877年）
- 9月27日 - リュシアン・フェーヴル、歴史学者（* 1878年）
- 9月28日 - ウィリアム・ボーイング、ボーイングの設立者（* 1881年）

### 10月
- 10月15日 - 志賀廼家淡海、喜劇俳優（* 1883年）
- 10月24日 - 三浦光雄、撮影技師（* 1902年）

### 11月
- 11月3日 - ジャン・メッツァンジェ、画家（* 1883年）
- 11月16日 - 鳳谷五郎、大相撲第24代横綱（* 1887年）
- 11月21日 - 会津八一、歌人・美術史家・書家（* 1881年）
- 11月24日 - グィード・カンテッリ、指揮者（* 1920年）
- 11月28日 - 石川三四郎、社会運動家（* 1876年）

### 12月
- 12月3日 - アレクサンドル・ロトチェンコ、芸術家（* 1891年）
- 12月8日 - ジミー・エンジェル、飛行家（* 1899年）
- 12月8日 - 菅野経三郎、政治家（* 1877年）
- 12月11日 - 宮武三郎、元プロ野球選手（* 1907年）
- 12月11日 - シュテフィ・ゲイエル、ヴァイオリニスト（* 1888年）
- 12月14日 - 楠木繁夫、歌手（* 1904年）
- 12月19日 - 池田亀鑑、国文学者（* 1896年）
- 12月26日 - 青山杉作、俳優・演出家・映画監督（* 1889年）

## ノーベル賞
- 物理学賞 - ウィリアム・ショックレー（アメリカ）、ジョン・バーディーン（アメリカ）、ウォルター・ブラッテン（アメリカ）
- 化学賞 - シリル・ヒンシェルウッド（イギリス）、ニコライ・セミョーノフ（ソビエト連邦）
- 生理学・医学賞 - アンドレ・フレデリック・クルナン（アメリカ）、ディキソン・W・リチャーズ（アメリカ）、ヴェルナー・フォルスマン（ドイツ）
- 文学賞 - ホセ・ラモン・ヒメネス（スペイン）
- 平和賞 - 該当者なし